# Jean-François Johann
Jean-François Johann, né en 1950 à Metz en Lorraine, est un animateur de radio français qui a effectué sa carrière à RTL de mai 1973 au 3 juillet 2013. Il a animé Les Nocturnes (la semaine entre minuit et 3 h du matin, en alternance avec Georges Lang), le samedi de 1 h à 3 h après Saga, ainsi que Classic-Rock (tous les dimanches soir entre minuit et 3 h), mais il effectue la majeure partie de sa carrière dans Les petites musiques de fin de nuit de 3 h à 5 h sur RTL à Luxembourg.

## Biographie

### Jeunesse
Originaire de Lorraine, Jean-François Johann né en 1950 à Metz, il grandit dans la région messine à Jouy-aux-Arches. Durant sa scolarité au lycée à Metz, travaille pendant les vacances dans une imprimerie, il continue à y travailler et à faire des livraisons dès qu'il obtient son permis de conduire pendant ses études qu'il poursuit à l'Institut d'études politiques de Strasbourg,. Plus jeune il écoute des émissions comme Le Pop-Club de José Artur, puis se passionne pour la musique américaine qu'il découvre en écoutant la radio AFN (American Forces Network) des forces armées américaines basées de l'autre côté de la frontière en Allemagne,. Ensuite, il fréquente un club « les Combles » qui se situe au dernier étage d'un immeuble du centre-ville de Metz, dans ce lieu il y passait de la musique rhythm and blues, soul. Jean-François Johann apprécie particulièrement le blues anglais, celui de John Mayall et des Bluesbreakers. Il fait la connaissance Georges Lang qu'il retrouve après avoir fréquenté les mêmes établissements scolaires, ils se rencontrent ensuite dans la région, soit à Metz, soit à Strasbourg.
Un peu plus tard, Jean-François Johann accomplit son service militaire au 6e régiment d'artillerie à Hettange-Grande, une petite ville de Moselle qui se trouve sur la route entre Metz et Luxembourg. Au même moment son copain Georges Lang, lui, commence ses émissions à RTL le samedi soir à Luxembourg, si bien que très souvent, lorsqu'il passait pour aller à Luxembourg pour faire son émission il le prenait sur la route et, lui, restait toute la nuit dans les studios de la Villa Louvigny.

### Carrière
L'antenne dont les programmes de RTL s’arrêtaient la nuit est allongée, Claude Fischer à la direction des programmes à la CLT cherche un animateur, Georges Lang pense à son complice Jean-François Johann qui a terminé son service militaire pour l'émission Les Nocturnes. Après un bref essai il rejoint donc Georges Lang dans les studios du service français de la Villa Louvigny à Luxembourg pour commencer à faire quelques remplacements à partir du 22 mai 1973 dans les émissions de nuit à RTL,. Il animera notamment La play-liste sous l'œil bienveillant de Bernard Schu puis en alternance avec Jean-Louis Baudoux il présente Les petites musiques de nuit, une émission aux musiques principalement francophones diffusée du lundi au vendredi de 3 h à 5 h du matin.
L'équipe des Nocturnes descend du studio 7 de la Villa Louvigny à la cave pour y faire un studio expérimental dans un lieu de 250 m2.
À la télévision dans les années 1980 à RTL Télévision, il coprésente pendant 10 ans l'émission musicale Chewing-Rock avec Georges Lang et Lionel Richebourg.
Durant la saison 1978-1979, Les Nocturnes deviennent brièvement Station de Nuit, une émission en partenariat avec le distributeur d'essence Esso (Exxon). Cette émission se veut dans le prolongement des Routiers sont sympas présentée juste avant de 20 h 30 à minuit par Max Meynier. À partir des années 1980, sous une idée de Monique Le Marcis, la directrice des programmes de RTL, une nouvelle émission, Saga, apparait dans la grille des programmes de la station. Cette émission retrace l'histoire d'un groupe ou d'un artiste musical anglophone star du rock ou de la pop en alternant récit et musiques à l'antenne. Jean-Paul Huet puis Jean-François Johann prépare à la recherche et à l’écriture l'émission qui est diffusée le samedi soir et présentée par Georges Lang,,. Saga avec la pâte de Jean-François Johann est diffusée jusqu'au 6 juillet 2013, l'émission revient ponctuellement à l'antenne le vendredi soir avec des rediffusions de Sagas déjà diffusées à l'antenne mais réactualisées.
En 1990 l'équipe des Nocturnes quitte les studios historiques de la CLT pour de tout nouveaux locaux sur le plateau de Kirchberg à Luxembourg. L'année suivante, en 1991, la CLT crée en Belgique la station Bel RTL, petite sœur de RTL en France, et qui reprend en FM le signal de RTL pour diffuser les programmes de nuit.
En l'an 2000, le nouveau directeur d'antenne de RTL Stéphane Duhamel applique une cure d'économie et de jeunisme à la station en retirant une dizaine d’animateurs phares de la station. Les Nocturnes animé en alternance par Georges Lang et Lionel Richebourg en semaine ainsi que Les petites musiques de nuit que présentaient en alternance Jean-François Johann et Jean-Louis Baudoux le week-end s’arrêtent à la mi-décembre 2000,, les animateurs des nuits de RTL sont licenciés économiques. La stratégie de Stéphane Duhamel est un échec industriel pour RTL qui perd de très nombreux auditeurs. Stéphane Duhamel est remercié et remplacé par Robin Leproux, après une forte mobilisation d'auditeurs,, Les Nocturnes reviennent à l'antenne avec Jean-François Johann et Georges Lang dès janvier 2001. Jean-François Johann anime Classic-Rock les dimanches de minuit à 3 h et Les Nocturnes en alternance avec Georges Lang. À partir du lundi 1er octobre 2001 Les Nocturnes ne sont plus réalisées depuis Luxembourg mais depuis Paris, rue Bayard en direct du « studio C »,,.
Le mercredi 3 juillet 2013 dans Les Nocturnes spécial du mercredi, qu'il coanime exceptionnellement avec Georges Lang, il annonce aux auditeurs de RTL qu'il fait valoir ses droits à la retraite. Les ultimes émissions des Nocturnes animé par Jean-François Johann diffusée le samedi 6 juillet 2013 et Classic-Rock diffusée le dimanche 7 juillet 2013 étant enregistrées.

## Émissions
- La play-liste (années 1970 à partir de 1973) - RTL ;
- Les Nocturnes (minuit – 3 h), en alternance avec Georges Lang la semaine (1973 – vers 1980), puis le week-end en alternance Jean-Louis Baudoux et Lionel Richebourg - RTL ;
- Station de Nuit, avec Esso, en alternance avec Jean-Louis Baudoux, Georges Lang et Lionel Richebourg (minuit – 3 h) (1978-1979) - RTL ;
- Chewing-Rock, à la télévision collaboration avec Georges Lang et Lionel Richebourg, pendant 10 ans (années 1980) - RTL Télévision ;
- WRTL (années 1980) - RTL ;
- Les petites musiques de nuit, en alternance avec Jean-Louis Baudoux (3 h - 5 h, vers 1980-2000) - RTL ;
- Saga (écriture Jean-François Johann, présentation Georges Lang), samedi soir (vers 1980-2013) - RTL ;
- Classic-Rock : 22 h 15 – 0 h, le samedi (1996-1997) ; 0 h - 3 h le dimanche (2001-2013) - RTL.

À partir de 1991, les programmes de nuit diffusés sur RTL en France le sont également sur Bel RTL en Belgique.

## Publication
- Georges Lang et Jean-François Johann, La saga du rock 1, RTL éditions, 1988, 125 p. (ISBN 978-2879511702)